# Enispa vinacea
Enispa vinacea là một loài bướm đêm trong họ Noctuidae.